# Semiaphis horvathi
Semiaphis horvathi är en insektsart. Semiaphis horvathi ingår i släktet Semiaphis och familjen långrörsbladlöss. Inga underarter finns listade i Catalogue of Life.